# Voljavac
Voljavac este un sat din comuna Bijelo Polje, Muntenegru. Conform datelor de la recensământul din 2003, localitatea are 194 de locuitori (la recensământul din 1991 erau 191 de locuitori).

## Demografie
În satul Voljavac locuiesc 134 de persoane adulte, iar vârsta medie a populației este de 31,6 de ani (32,1 la bărbați și 31,0 la femei). În localitate sunt 43 de gospodării, iar numărul mediu de membri în gospodărie este de 4,51.
Populația localității este foarte eterogenă.
|  |

| Demografie | Demografie | Demografie |
| An         | Locuitori  | Locuitori  |
| ---------- | ---------- | ---------- |
|            |            |            |
|            |            |            |
|            |            |            |
|            |            |            |
| 1948       | 174        |            |
| 1953       | 172        |            |
| 1961       | 176        |            |
| 1971       | 184        |            |
| 1981       | 177        |            |
| 1991       | 191        | 191        |
| 2003       | 206        | 194        |

| \| Componența etnică conform recensământului din 2003[2] \| Componența etnică conform recensământului din 2003[2] \| Componența etnică conform recensământului din 2003[2] \| Componența etnică conform recensământului din 2003[2] \| Componența etnică conform recensământului din 2003[2] \| \| ----------------------------------------------------- \| ----------------------------------------------------- \| ----------------------------------------------------- \| ----------------------------------------------------- \| ----------------------------------------------------- \| \| \| \| \| \| \| \| Sârbi \| Sârbi \| \| 78 \| 40,2% \| \| Musulmani \| Musulmani \| \| 67 \| 34,53% \| \| Bosniaci \| Bosniaci \| \| 40 \| 20,61% \| \| Muntenegreni \| Muntenegreni \| \| 6 \| 3,09% \| \| Albanezi \| Albanezi \| \| 2 \| 1,03% \| \| necunoscută \| necunoscută \| \| 0 \| 0% \| |              |  |    |        |
| Componența etnică conform recensământului din 2003 |              |  |    |        |
| |              |  |    |        |
| Sârbi | Sârbi        |  | 78 | 40,2%  |
| Musulmani | Musulmani    |  | 67 | 34,53% |
| Bosniaci | Bosniaci     |  | 40 | 20,61% |
| Muntenegreni | Muntenegreni |  | 6  | 3,09%  |
| Albanezi | Albanezi     |  | 2  | 1,03%  |
| necunoscută | necunoscută  |  | 0  | 0%     |